# Mässbyggande

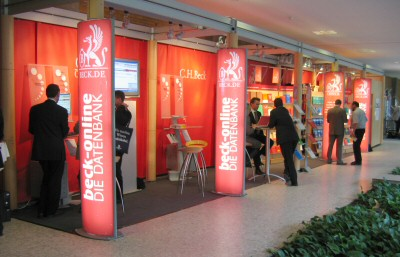
En mässmonter

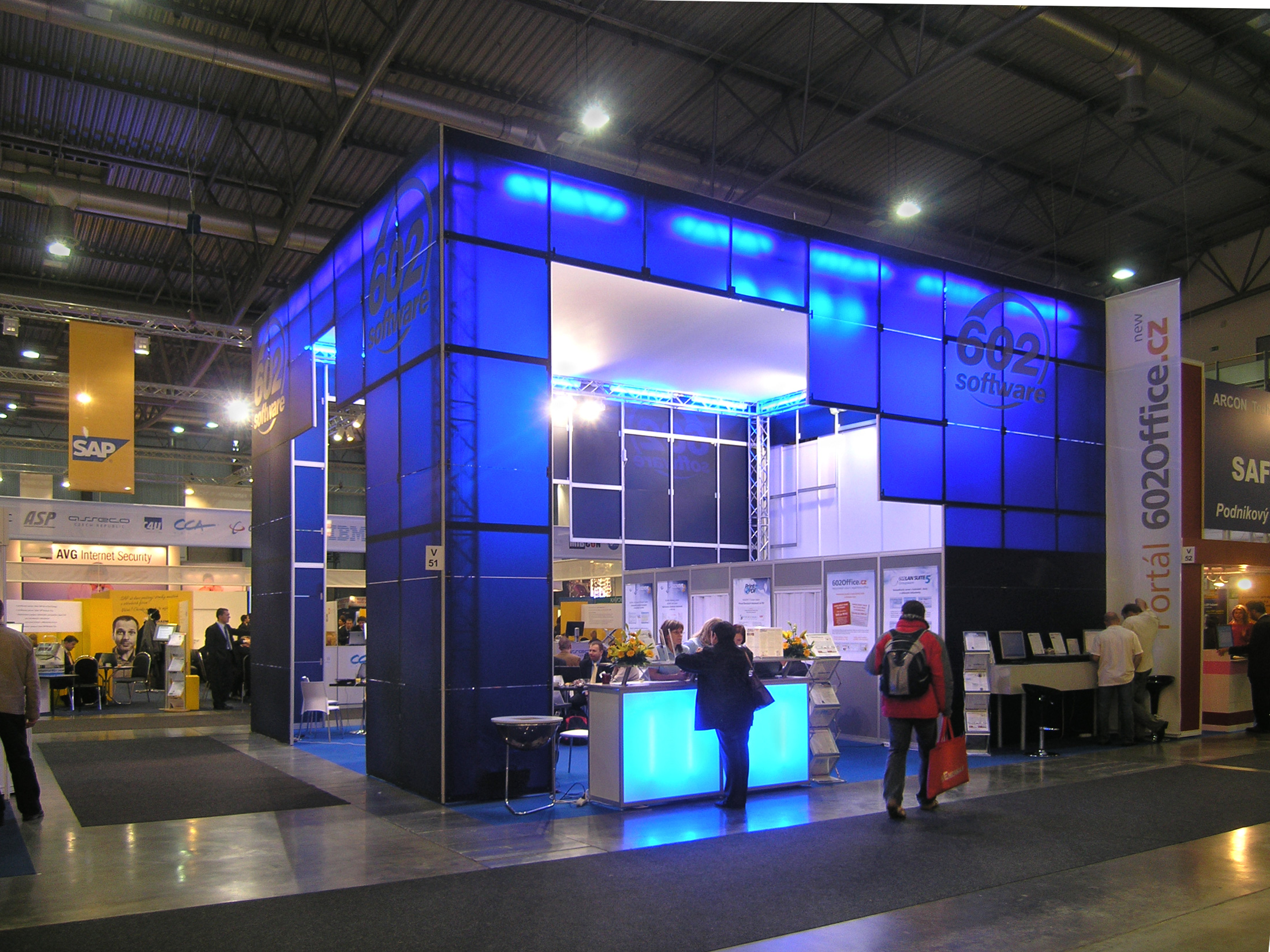
Mässmonter

I begreppet mässbyggande inbegriper man all verksamhet i samband med byggandet av utställningsmontrar. Det omfattar planering, projektering, uppbyggnad och nedmontering och också ofta lagring.

## Förutsättningar för mässbygge

### Mässor och utställningar
I designutbildningen är mässbyggandet i regel en övergripande specialitet, "Design för mässor och utställningar", eftersom arbetet med utformningen av mässor och utställningar är mycket lika. Gränserna mellan mässor och utställningar är flytande, ofta går det inte ens att språkligt skilja dem åt. Men tittar man på typiska mässor och typiska utställningar, så blir de huvudsakliga skillnaderna uppenbara. 
Typiska mässor är köpmässor, fackmässor (kapitalvaror) och konsumentmässor. Därvid medverkar många utställare som visar sina varor, tjänster eller idéer i separata, annorlunda utformade mässmontrar. Mässor är planerade att pågå bara några dagar. 
Typiska utställningar är till exempel konstutställningar i museer och ämnesinriktade utställningar om ett specifikt ämne. Ofta har alla montrar en enhetlig utformning. Besökarna strömmar genom utställningen och leds via skyltsystem. Typiska utställningar är mer långvariga. Tillfälliga utställningar tar flera veckor eller månader i anspråk, permanenta utställningar flera år. 
Mässbyggaren skapar alltså små korta utställningar, som konkurrerar med andra små montrar och utställare i omedelbar närhet. Dessutom är många utställningsmontrar inte bara till karaktären en utställning, utan skall också möjliggöra diskussioner och förhandlingar. 

### Mässbyggandets organisation
Det grundläggande beslutet om mässdeltagande, budget och personal tas av den marknadsansvarige i privata bolag. I ideella organisationer beslutar styrelsen om saken. Detta måste ske ett halvt till ett helt år innan mässan skall börja, eftersom efterfrågan på alla större mässor är mycket hög. Kortsiktiga beslut är endast användbara för mindre och lokala mässor. 
Det verkliga mässbyggandet brukar inte tas om hand av det deltagande företag, utan av någon fri formgivare, reklambyrå eller annan part som är specialiserad på genomförande av mässor. I samband med detta har både specialister och generalister sina för- och nackdelar: Medan monterbyggande företag behärskar alla detaljer på mässbyggnadsområdet, kan reklambyråer och frilansande formgivare, som behärskar andra kommunikationsåtgärder, bättre gestalta och inordra företagets deltagande i den allmänna gemensamma kommunikationen. I slutändan är samarbetet mellan företag och designers avgörande för framgång.

### Mässor som kommunikationsmedia
Varje kanal har sina egna förutsättningar. Men mässmontrar kan dock dra fördel av några bestämda kommunikationsvillkor:
- Mässor är evenemang.
- Människor blir inte trakasserade av representanter, utan kommer frivilligt till mässan.
- Mässbesökare är kvalificerade målgrupper. De intresserar sig för utställningens teman.
- Produkter kan inte bara beskrivas och kartläggas, de kan ofta också ställas ut och presenteras.
- Mässor tillåter personliga samtal.

Mot dessa fördelar kan också ställas nackdelar: 
- Mässor är dyra.
- Besökarna kommer högmotiverade till mässan, men blir där översvämmade av stimuli.

Mässor erbjuder alltså många fördelar för mycket pengar. Väl kommunicerande montrar ger för dessa pengar möjlighet att skapa kontakter med många eller utvalda målgrupper.

## Speciella villkor för mässdesign
De allmänna principerna för kommunikationens design gäller också för utformning av utställningsmontrar. Detta måste oftast underordnas företagets designprofil. 
Del i mässbyggandet har också byggfirman som sätter samman mässmontern. Här är arkitektur, inredningsarkitektur och industriell design en förutsättning för kommunikationsdesign. 

### Aspekter på industriell design
De flesta mässmontrar är inte konventionellt byggda, utan byggs upp av monteringsfärdiga moduler. Detta mässbyggsystem måste ha följande egenskaper: 
- transportabelt
- möjligt att montera och demontera på några dagar
- stabilt
- återanvändbart
- systemet får inte ställa sig alltför mycket i förgrunden.
- modulerna måste vara möjliga att kombinera på många sätt, så att de möjliggör individuell design.
- om det inte finns någon anställd specialisthantverkare, måste systemet också vara enkelt att installera för en lekman.

### Aspekter på kommunikationsutförandet

#### Kommunikationsschema för utställningsmontrar

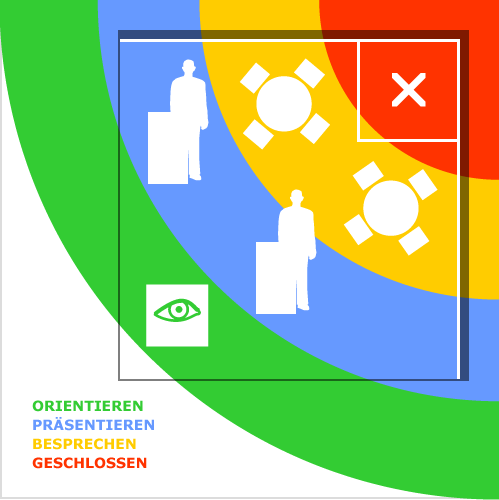
De fyra zonerna i en hörnmonter: orientering, presentation, möten, funktion (låst)

Vid konstruktion av utställningsmontrar, utgår man lämpligast från fyra zoner, vars funktioner förläggs utifrån och in. 
1. Orienteringszon: I detta yttre område orienterar sig besökarna, om vad montern har att erbjuda och beslutar sig för om de ska träda in eller inte. Där måste således vara något placerat eller något hända som väcker uppmärksamhet hos de intresserade så att de vill informera sig mer.
2. Presentationszon: I nästa zon presenteras erbjudandena, så att besökare själva kan informera sig. Rådgivare finns tillgängliga för de första frågorna.
3. Möteszon: Längre in i den bakre delen av montern finns ett öppet tillgängligt område med sittgrupper för fördjupade diskussioner eller ett slutet förhandlingsrum.
4. Funktionell zon: I zonen längst bort från besökarna ligger avskilda (låsta) utrymmen med pentry, kapprum, lagringsutrymmen m.m.

Denna tänkta uppdelning i fyra zoner kan tillämpas på alla utställningsmontrar. Men den är möjlig att tillämpa först efter en viss storlek på montern. Ett litet bås på 4 m² är naturligtvis begränsat när det gäller att få vägledning och presentation, den funktionella zonen i sin tur kanske begränsas till en kartong. 

#### Layout av utställningsmontern
Vid utformningen via dator ser väggen i en monter ut precis som ett pappersark. Trots detta skiljer sig layouten avsevärt från en boksida eller en affisch. Alla element, som inte bara är dekoration, utan ska uppfattas medvetet av besökare måste vara ungefär i ögonhöjd (cirka 170 cm). Området mellan den nedre kanten (lägst cirka 80 cm) och övre kanten (högst 230 cm) bildar monterns vertikala visningsyta. Ovanför denna nivå skall endast placeras mycket slående inslag/element som skall iakttas från avstånd som ligger utanför båset. Nedanför visningsytan kan ibland placeras beskrivningar för exponering eller liknande. Sådana texter måste placeras på ett lutande bord eller ligga horisontellt så att de lätt kan läsas från ovan. 
Teckenstorleken mäter man inom mässbyggandet inte i punkter utan i centimeter. En tumregel är att 1 meters läsavstånd fordrar en teckenstorlek på 1 cm.

#### Objekt och åtgärder
En särskild betydelse inom kommunikationsdesign för mässor har objekt och åtgärder. På utställningen har också text och bild sin plats, men konkreta objekt och åtgärder fastnar bäst i minnet. 
De utställda produkterna kan vara objekt som besökarna kan ta i eller prova. Mycket minnesvärt är ofta större eller mindre modeller av produkterna. 
Åtgärder, där besökarna själva kan göra något, kommer de bättre ihåg än rena demonstrationer.

## Montrarnas rumsliga arrangemang
Som i en stad med rader av hus, gator, torg och enskilt placerade byggnader är de flesta mässmontrar ordnade i rader. Däremellan befinner sig gångar och aktivitetsytor. Stora mässmontrar står ofta för sig. 

### Standardutföranden

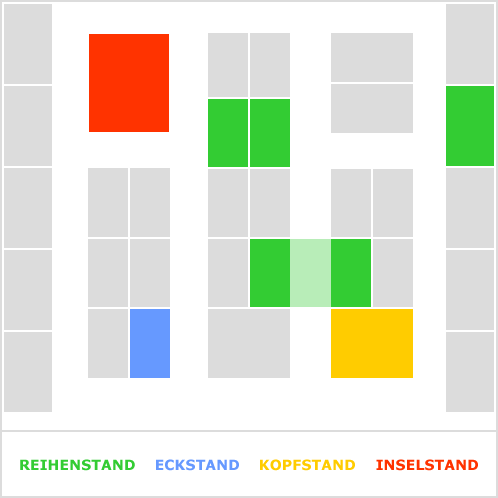
Fyra montertyper i en mässhall: radmonter, hörnmonter, huvudmonter och blockmonter

Från arrangerandet av utställningsmontrarna i rummet utkristalliserar sig fyra montertyper, som skiljer sig i antalet sidor som vänder sig till besökarna: 
- Radmontern ("spiltan") har en sida öppen utåt och gränsar på tre sidor med de närliggande båsen.
- Hörnmontern befinner sig i slutet av en rad och har två öppna sidor.
- Huvudmontern har uppkommit genom sammanslagning av två intilliggande hörnmontrar. Den har tre öppna sidor och en bakvägg.
- Blockmontern, även kallad ö-monter, står ensam för sig. Teoretiskt kan den vara öppen på alla sidor, i praktiken blir en sida ofta stängd på grund av den tidigare nämnda funktionella zonen.

Tack vare sina olika möjligheter till kontaktytor får ö-montern det högsta kvadratmeterpriset och hyran för spiltor i serie den lägsta. Men det finns också möjligheter att kombinera montrarna så att publikens uppmärksamhet blir större. Detta kan antingen ske genom införande av genomgångar mellan två eller flera motsatta radmontrar eller genom att ordna en länk mellan två korridorer på mässan. 

## Monterbygge

### Konventionella
Utställningsbås kommer endast att byggas konventionellt, eftersom de modulära systemen erbjuder begränsad frihet i designen för individuella lösningar. Att bygga med trä, plast, metall och andra material ger mycket självständigt utformade byggnader. Som regel är konventionellt byggda montrar kostsamma. 

### Systembygge

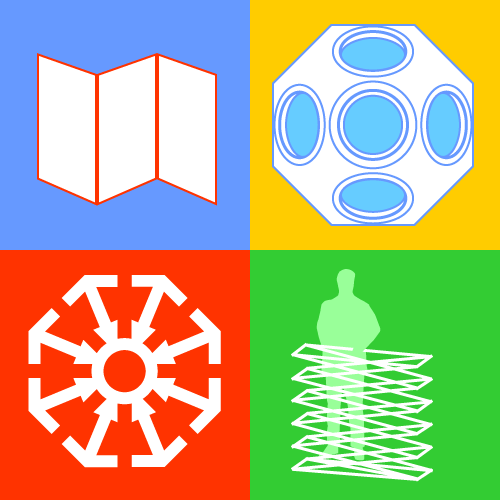
Typiskt byggsystem för mässor: lätta paneler, förbindningsknutar, övergripande ramsystem, bärbart presentationssystem

De flesta montrar är tillverkade av monteringsfärdiga moduler som sätts tillsammans. De erbjuder så många varianter att det även inom ramen för sina respektive system finns möjligheter till individuella anpassningar.
I de många system som erbjuds kan fyra grundläggande enheter identifieras. 

#### Stödprofil
Den mest representativa företrädaren för denna princip är systemet Octanorm: De viktigaste delarna är stödjande vertikala profiler av aluminium, i den horisontella sargen finns klämmor/lås där vägg paneler kan monteras. Profilen har åtta sidor öppna och tillåter montering i 180°, 90° och 45° vinkel. Med böjda ramar och flexibla väggpaneler kan också runda rum byggas. 
Den åttakantiga profilen visas i bildens nedre vänstra hörn. 

#### Knutarna
Kärnan i detta system är en förbindningsknut (se bilden) med 18 möjligheter att ansluta stavar och stöd. Den möjliggör diagonaler inte bara längs panelerna, utan också i det tredimensionella rummet. På så sätt kan lätt fackverk byggas och ovanliga former är också möjliga. 
Detta system säljs under namnet M12 av företaget Mero-TSK.

#### Den lätta byggpanelen
Bärande delar i detta system är själva väggpanelerna. De sammanfogas med klämmor eller knutar i 180°, 90° eller 45° vinkel. Prototypen för detta system heter Leitner 1. 

#### Bärbara skärmar
Det finns en mängd vikbara text- och rubriksystem, som transporteras av en person, som snabbt kan byggas upp och möjliggör en ganska seriös presentation. Sådana displayskärmar är inte montersystem i egentlig mening och bör undvikas i montern. Med dessa kan man i ett litet monterbås utan större ansträngning förse en vägg eller flera väggar med rubriker och betona olika designelement för att i en professionell atmosfär presentera och förhandla. 

## Översikt för mässbyggandet
I en checklista har nedan sammanställts de viktigaste frågorna inför mässan, som måste besvaras av den deltagande. Utan denna information kan mässbyggaren inte på ett meningsfullt sätt utforma en monter och utställaren kan inte på ett meningsfullt sätt planera sitt deltagande. Stödpunkterna i listan ger också för lekmän en bra översikt. 
Marknadsföring
- Grundläggande fakta om utställaren (vinstgivande/ideell, industribransch, marknadsposition, omsättning, antal anställda, etc.)
- Affärsmål
- Vad ska uppnås med mässdeltagandet?
- Definition av målgrupper för det aktuella företaget och mässbesökarna
- Vilka konkurrenter deltar i mässan?
- Kommunikationsåtgärder hos de främsta konkurrenterna
- Kritisk dokumentation från tidigare mässor

Mässuppgifter
- Namnet på mässan, ort och datum
- Position i hallen och beskrivning av placeringen
- Monternummer
- Monterstorlek
- Standard
- Öppna ingångar till mässan och utställningshallen
- Omfattningen av besöksströmmar
- Konkurrenters placering
- Monteranvisningar från mässarangören
- Tider för uppbyggnad och demontering
- Antal monterpersonal, monteransvarig
- Belysningsförhållanden, elförsörjning, byggnadsmässiga särdrag i hallen
- Skall montern användas en eller flera gånger?

Utställningar och aktiviteter
- Lista över produkter som skall ställas ut med beskrivning
- Vad skall man demonstrera?
- Presentation av aktiviteter i montern
- Användning av digitala media i montern

Företagsidentitet
- Företagets budskap (motto?)
- Företagsdesign (färg, texter, logotyp, etc.)
- Motto i utställningen
- Deltar företaget under mässan också i aktiviteter utanför montern? (reklam, deltagande i aktiviteter ("jippon") ...)

Budget
- Mässbudget
- Budget för monterbygge